# José Miguel Fraguela Gil
José Miguel Fraguela Gil (Las Palmas, 7 de desembre de 1953) és un jugador d'escacs espanyol, que té el títol de Mestre Internacional des de 1977. Fou Campió d'Espanya absolut el 1975, a Benidorm, per davant d'Antonio Medina García. Anteriorment, havia estat campió d'Espanya Juvenil (Sub-20), el 1973.